# 氰酸铵
氰酸铵是一种无机化合物，化学式为NH4OCN。它是无色固体。

## 结构与性质
氰酸铵的结构通过X射线衍射表征。C−O键和C−N键的键长分别为1.174(8)和1.192(7) Å，与O=C=N-一致。NH4+和N（而不是O）形成氢键。
这个化合物是维勒尿素合成的重要前体——无机物反应得到有机物。
{\displaystyle {\ce {NH4(OCN) -> (NH2)2CO}}}